# Kleinantillen-Schopftyrann
Der Kleinantillen-Schopftyrann (Myiarchus oberi) ist eine Schreivogelart aus der Familie der Tyrannen (Tyrannidae). Er kommt in vier Unterarten auf den Kleinen Antillen vor. Das Artepitheton ehrt den US-amerikanischen Naturforscher Frederick Albion Ober, den Entdecker der Art.

## Merkmale
Der Kleinantillen-Schopftyrann erreicht eine Größe von 19 bis 22 cm und ein Gewicht von 23,3 bis 37 g. Bei der Nominatrasse Myiarchus o. oberi ist der Oberkopf und die Oberseite dunkel olivgrün. Die Oberschwanzdecken haben rötlichbraune Säume. Die Zügel, die Ohrdecken und das Gesicht sind etwas grauer. Die Flügel sind braun. Die Außensäume der Handschwingen sind auffällig rötlichbraun. Der Innensäume der Schirmfedern sowie die Außensäume der Armschwingen und der Schirmfedern sind etwas heller rötlichbraun. Die großen und mittleren Flügeldecken haben unscharfe rötlichbraune oder grauweiße Spitzen. Die Innenfahnen der Steuerfedern haben breite rötlichbraune Streifen. Kehle und Brust sind grau, wobei die Tönung an der Kehle heller ist. Die übrige Unterseite ist gelblich. Die Flanken sind grünlich verwaschen und nicht scharf von der grauen Brust abgegrenzt. Die Oberschenkelbefiederung ist olivbraun. Die Unterflügeldecken sind gelb. Die Iris und die Beine sind dunkel. Die Außenseite des Schnabels ist dunkel, der Innenraum hellgelb. Die Geschlechter sehen gleich aus. Am unverwechselbarsten ist die Unterart M. o. sclateri. Sie ist kleiner als alle anderen Rassen, die rötlichbraune Markierung der Schwanzfedern fehlt und die Flügelbinden sind weniger ausgeprägt. M. o. sanctaeluciae ist größer als die Nominatform. M. o. berlepschii ist kleiner und hat einen heller gelberen Bauch als die Nominatrasse. 

## Lautäußerungen
Der Ruf besteht aus einem lauten, anhaltenden, klagenden Pfeifen sowie aus kurzen Pfiffen. Der Dämmerungsgesang ähnelt dem des Puerto-Rico-Schopftyranns (Myiarchus antillarum), unterscheidet sich jedoch in den niederen Frequenzen der gepfiffenen Komponenten und der Struktur der „wick-up“-Töne. Einige Individuen unterscheiden sich nur durch ihre stimmlichen Eigenschaften.

## Unterarten und ihre Verbreitung
Es werden folgende vier Unterarten unterschieden:
- M. o. oberi Lawrence 1877. Verbreitung: Guadeloupe und Dominica
- M. o. sclateri Lawrence 1879. Verbreitung: Martinique
- M. o. berlepschii Cory 1888. Verbreitung: St. Kitts, Nevis und Barbuda
- M. o. sanctaeluciae Hellmayr & Seilern 1915. Verbreitung: St. Lucia

## Lebensraum
Der Kleinantillen-Schopftyrann ist ein Standvogel, der hauptsächlich die Ränder und das Blätterdach von dichtem Waldland, verändertes Dornen-Buschland sowie Wald- und Baumplantagen in Höhenlagen von 100 bis 900 m bewohnt. Weniger häufig ist er in Sekundärwäldern oder im Buschland in der Niederungen anzutreffen.  

## Nahrungsverhalten
Seine Nahrung besteht aus Insekten und kleinen Früchten. Vor dem Beutefang harrt er senkrecht auf einem Ansitz aus und beugt seinen Kopf zum spähen. Die Insekten fängt er hauptsächlich im Schwirrflug, jedoch auch im aufwärts beschleunigten Schlagflug oder im kurzen Pickflug. 

## Fortpflanzungsverhalten
Die Brutzeit liegt zwischen Mai und Juli. Das lose Nest wird aus Pflanzenfasern und Federn in einer Baumhöhle errichtet. Das Gelege besteht aus drei bis vier Eiern.

## Status
Die IUCN stuft den Kleinantillen-Schopftyrann als „nicht gefährdet“ (least concern) ein. Er ist überwiegend häufig, jedoch selten auf Guadeloupe. Waldzerstörung zur Erschließung von landwirtschaftlich und touristisch genutzten Flächen ist auf den Kleinen Antillen weit verbreitet, jedoch ist die Situation weniger ernst auf den bergigen Inseln, wo es unzugängliche Regionen gibt. Mehrere Reservate existieren, jedoch sind die meisten ziemlich klein. Die Lebensraumzerstörung hat sowohl natürliche Ursachen, wie einfallende Hurrikane als auch menschengemachte, wie die Beseitigung der Vegetation.